# Hansekontor in Brügge

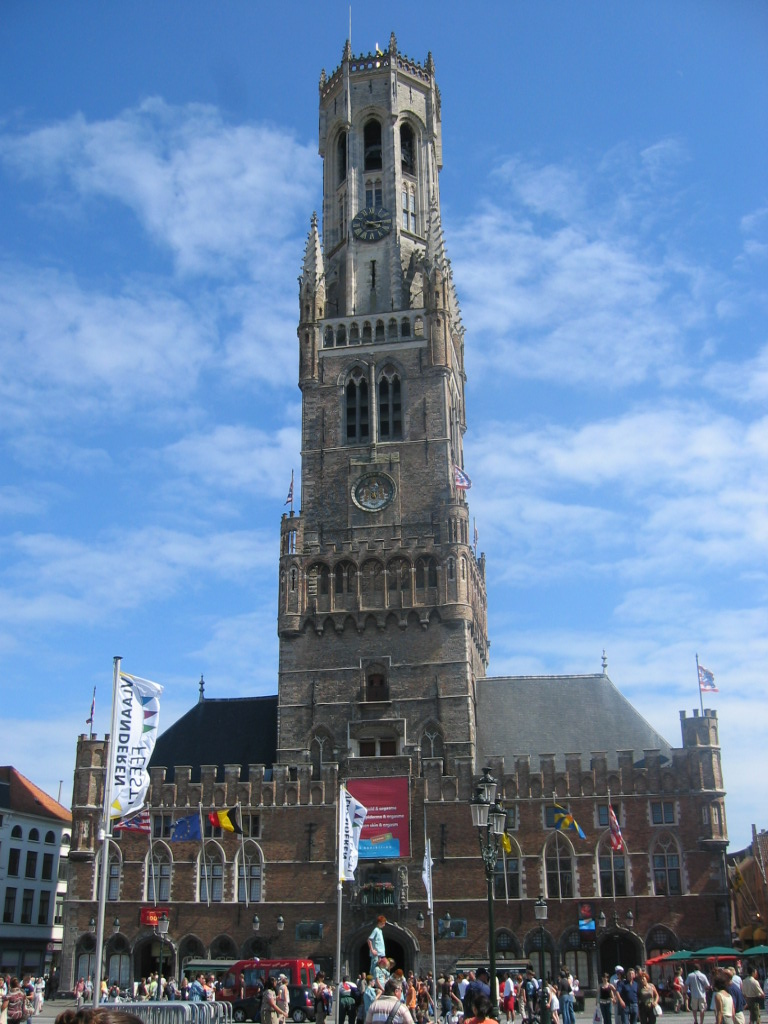
Der Belfried mit der Tuchhalle (1284) steht für die ehemals internationale Bedeutung des Tuchhandels in Brügge

Das Hansekontor in Brügge war das wirtschaftlich bedeutsamste der vier Kontore der Hanse. Das Kontor führte ein Siegel mit dem doppelköpfigen Reichsadler, das ihm im Jahr 1486 von Kaiser Friedrich III. verliehen worden war und dessen Gebrauch seit 1487 nachweisbar ist. Das Hansekontor in Brügge war eine, so würde man es in heutiger Begrifflichkeit ausdrücken, völkerrechtlich anerkannte Interessenvertretung der Hanse und hatte eine eigene Jurisdiktion. In Brügge tätige Kaufleute aus Hansestädten waren Zwangsmitglieder. Wollte man diese nach rechtlichem Charakter und innerer Verfasstheit typisch mittelalterliche Einrichtung in heutige rechtliche Kategorien fassen, so könnte man sagen: Das Hansekontor in Brügge hatte die Stellung einer genossenschaftlich organisierten, auswärtigen Handelskammer der Hanse in Brügge mit konsularischen Befugnissen. Träger jeder rechtlichen Souveränität war dabei nicht eine gedachte juristische Person, nicht eine Institution, sondern stets, vom Anfang bis zum Wegzug des Kontors, die Genossenschaft des Deutschen Kaufmanns zu Brügge in Flandern, also eine Menge von Personen, mittelalterlicher Denkweise entsprechend. Die Grenzen der Zugehörigkeit waren dabei zu keiner Zeit mit absoluter Sicherheit festgelegt, sondern hingen von verschiedenen, vor allem politischen Umständen ab. Letztlich definierte Der Kaufmann selbst, wer an seinem Recht teilhatte, allerdings nicht unabhängig von den führenden Städten.

## Geschichte

### Entstehungsvoraussetzungen

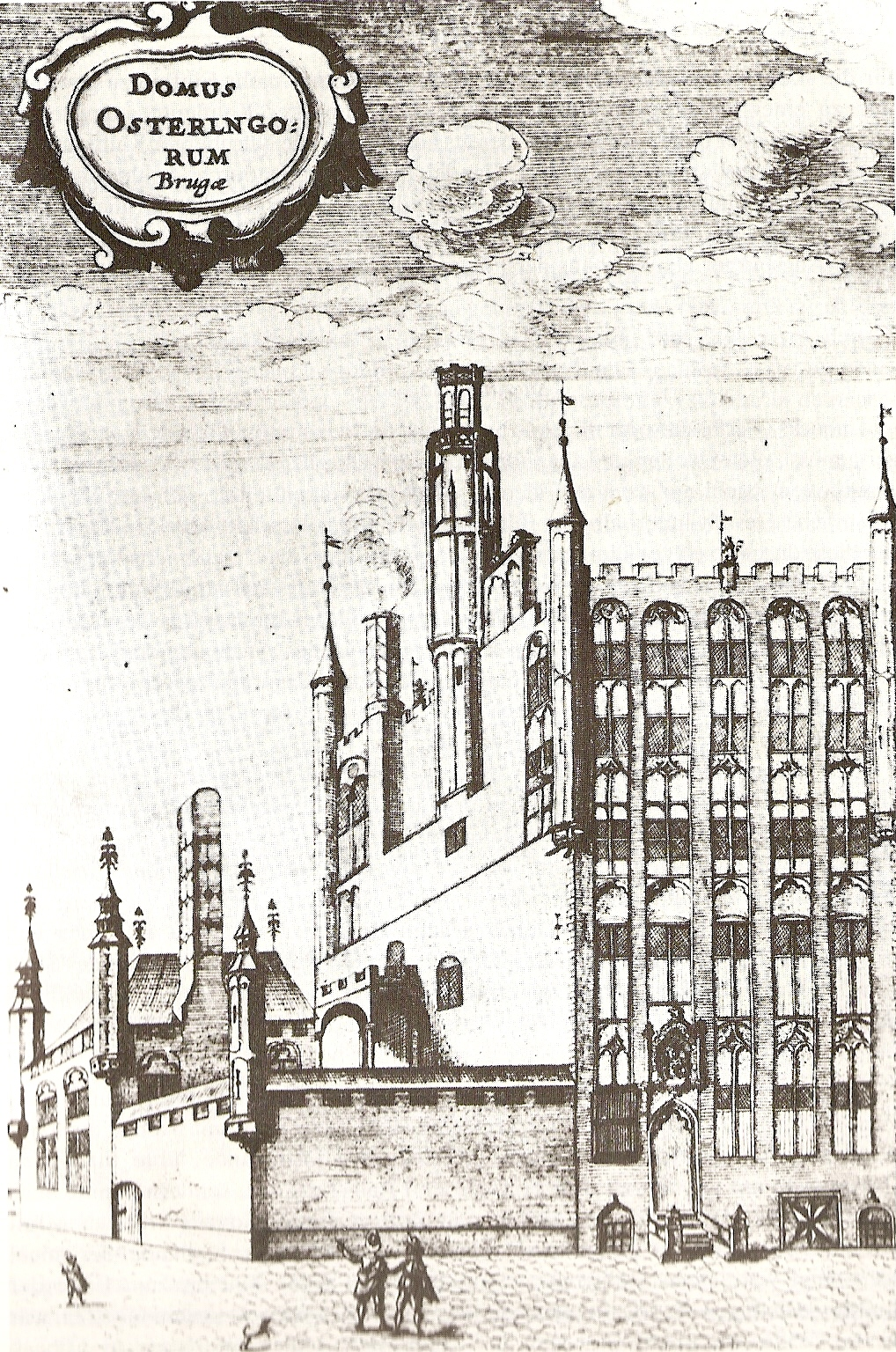
Versammlungsgebäude des Hansekontors in Brügge, auch Haus der Osterlinge genannt

Die Hanse etablierte handelspolitisch die als juristische Personen rechtlich selbstständigen Kontore an einigen wichtigen Handelsplätzen im Ausland, an denen dort erworbene Handelsprivilegien und die Interessen der dort tätigen Hansekaufleute des besonderen Schutzes bedurften. Die Stadt Brügge war um 1200 Messeplatz geworden und lag im Zentrum der flandrischen Tuchherstellung. Aufgrund einer Sturmflut im Jahr 1134 hatte sie durch den Zwin in Verbindung mit dem Reie einen Zugang zur Nordsee erhalten, der sie und ihren 1180 gegründeten Vorhafen im Städtchen Damme für die Koggen von der Nordsee her erreichbar machte. In den Jahren 1252 und 1253 privilegierte Gräfin Margarete II. von Flandern nach Verhandlungen mit dem Lübecker Ratsherrn Hermann Hoyer und dem Hamburger Ratsnotar Jordan von Boizenburg die Kaufleute aus Lübeck, Hamburg, Aachen, Köln, Dortmund, Münster und Soest und die anderen Kaufleute des römischen Reiches (mehrfach: et aliis Romani imperii mercatoribus).
Der Schnittpunkt des internationalen Handels und die Messe in Brügge machten das Kontor in Brügge zu dem wirtschaftlich wichtigsten der deutschen Kaufleute. Diese wurden hier Osterlinge genannt, weil sie alle aus Städten kamen, die östlich von Brügge und Flandern lagen; zu den sogenannten Osterlingen zählten unter anderem Kaufleute aus Lübeck, aber auch aus Visby und den Ostseehäfen Rostock, Stralsund, Elbing und Riga. Brügge bot seewärts die Verbindung zu London mit dem Stalhof als weiterem Kontor, aber auch den Handel mit Frankreichs Süden (Baiensalz, Wein) und der Iberischen Halbinsel. Landseitig war die Verbindung zum oberdeutschen Handel mit den Städten Süddeutschlands und Oberitaliens (Südfrüchte als Trockenfrüchte, Gewürze) gegeben. Die Kaufleute der Hansestädte Westfalens und des Rheinlandes, mit den Städten des wendischen Quartiers der Hanse an der südlichen Ostseeküste aus der Ostsiedlung oft familiär eng verbunden, lagen im direkten Hinterland dieses flandrischen Messeplatzes.

### Die Handelssperre von 1280
Bereits in den Jahren 1280 bis 1282 galt es im Spannungsverhältnis zwischen dem Grafen Guido I. von Flandern und der Stadt Brügge taktierend die Privilegien zu bewahren und nach Möglichkeit auszuweiten. Die Stadt Brügge schränkte in Verkennung ihrer wirtschaftlichen Bedeutung für den Standort über Behinderungen und Schikanen die Kaufleute in ihren Handlungsspielräumen ein, nicht nur die deutschen, sondern auch die aus Südfrankreich und Spanien kommenden.
Nach schriftlicher Rückversicherung bei den hauptsächlich betroffenen Städten beschloss daher der Rat der Stadt Lübeck zu handeln und entsandte den Ratsherrn Johann van Doway nach Flandern und Brügge. Die Stadt Brügge und ihr Stapel wurden mit einem Handelsboykott belegt. Das Kontor verlegte seinen Sitz 1280 von Brügge nach Aardenburg. Die Folgen waren für Brügge desaströs, und 1282 konnte das Kontor schließlich nach Bestätigung der alten Privilegien nach Brügge zurückkehren.
Johann van Doway als einer der frühen Außenpolitiker der Hansestädte setzte damit vor Ort erfolgreich die in den nächsten Jahrhunderten noch perfektionierten Mittel hansischer Handelspolitik ein: zunächst Verhandlung mit allererster Priorität und dem Druckmittel des Boykotts, dann Wirtschaftsblockade und zuletzt den Seekrieg als Kaperkrieg. Damit unterschieden sich die Handelskriege der Hanse auch in ihren Mitteln deutlich von denen der Territorialfürsten, da sie nicht auf Landgewinn, sondern ausschließlich um geldwerte Privilegien und Kompensationen geführt wurden. Fremdes Territorium wurde hingegen ausschließlich nur „in Pfand genommen“, um Kompensationen zu sichern, die nicht sofort geleistet werden konnten.
Die Bedeutung des Flandernhandels wird auch dadurch unterstrichen, dass der Lübecker Ratskanzler Albert von Bardewik 1299 die Vorschriften des Lübecker Seerechts für die Flandernfahrt gesondert schriftlich niederlegte.

### Der zweite Flandernboykott
Der zweite Boykott Flanderns durch die Hanse erfolgte in den Jahren 1358 bis 1360 unter der Leitung des Lübecker Ratsherrn Bernhard Oldenborch und führte zum gleichen Ergebnis; die Privilegien wurden erneut gesichert und die Hanse für die entgangenen Gewinne entschädigt. Diplomatisch hatten die Hanseaten sich 1358 von Herzog Albrecht I. von Bayern, der zugleich Graf von Holland war, neue Privilegien für den Stapelplatz Dordrecht erteilen lassen. Das reichte, um 1360 die Geschäfte in Brügge in gewohnter Weise fortsetzen zu können, nachdem die alten Privilegien dort durch Graf Ludwig II. von Flandern (nach dem Urteil der Hansesyndici) rechtsfest bestätigt worden waren.

### Die Handelssperren des Jahres 1388
Ein dritter Flandernboykott der Stadt Brügge wurde vom Hansetag des Jahres 1388 (zeitgleich mit weiteren Handelssperren gegen England und Russland) beschlossen, nachdem ein Auszug des Kontors zuvor 1378 von den örtlichen Behörden verhindert, die deutschen Kaufleute eingekerkert und ihre Handelsware beschlagnahmt wurde. Dieser Boykott war nicht so unmittelbar effektiv wie die beiden vorangegangenen. In Flandern waren Weberaufstände ausgebrochen, Philipp van Artevelde hatte im nachbarlichen Gent die Macht übernommen und die politischen Verhältnisse in der Grafschaft Flandern konnten erst 1382 in der Schlacht bei Roosebeke wieder stabilisiert werden. Gleichzeitig fehlte im Hansischen Lager der Rückhalt der preußischen Städte und die Hochmeister des Deutschen Ordens Winrich von Kniprode und Konrad Zöllner von Rotenstein hielten offen zu der Stadt Brügge und Flandern und damit gegen die sog. Wendischen Städte um Lübeck (siehe unten), was die interne Meinungsfindung und die diplomatischen Verhandlungen des Lübecker Bürgermeisters Simon Swerting mit den Flamen erschwerte. Die Verhandlungen mit Philipp dem Kühnen nach Beginn des Boykotts zogen sich vier Jahre hin, bis dieser die Privilegien erneut bestätigte und eine Einigung über die Höhe der an die Hanse zu zahlenden Abfindung erzielt werden konnte. Mit Zahlung der ersten Abfindungsrate kehrte das Kontor 1392 von Dordrecht nach Brügge zurück. Die Diplomatie der Hanse hatte ein letztes Mal über die Niederlande gesiegt.

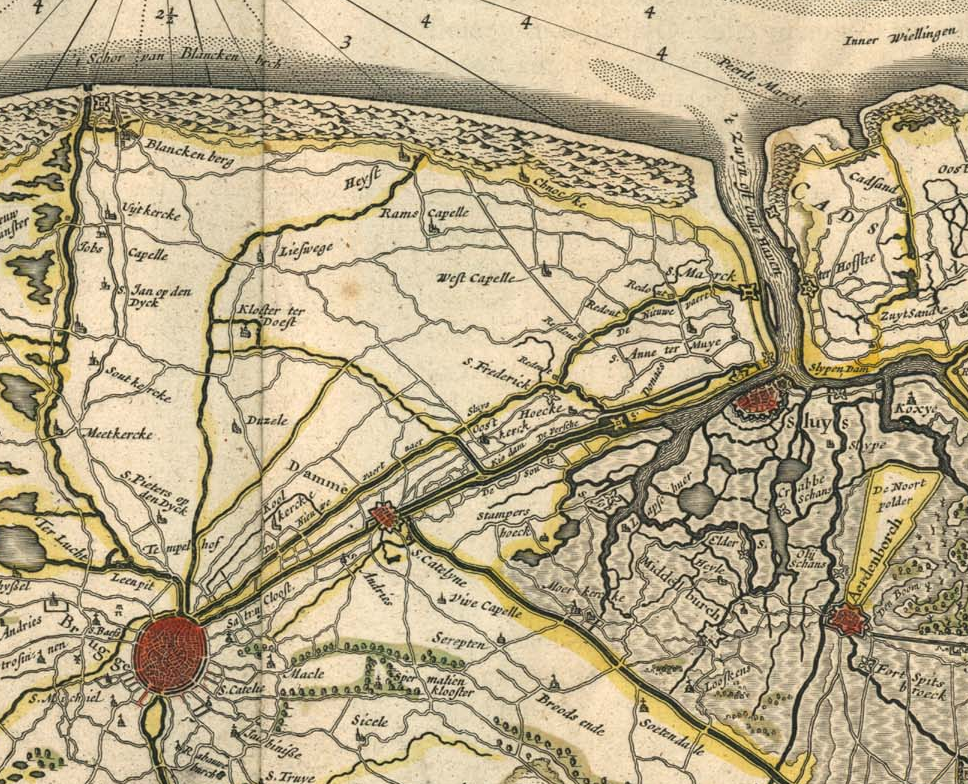
Karte Flanderns mit dem Zwin 1635 (Willem Blaeu)

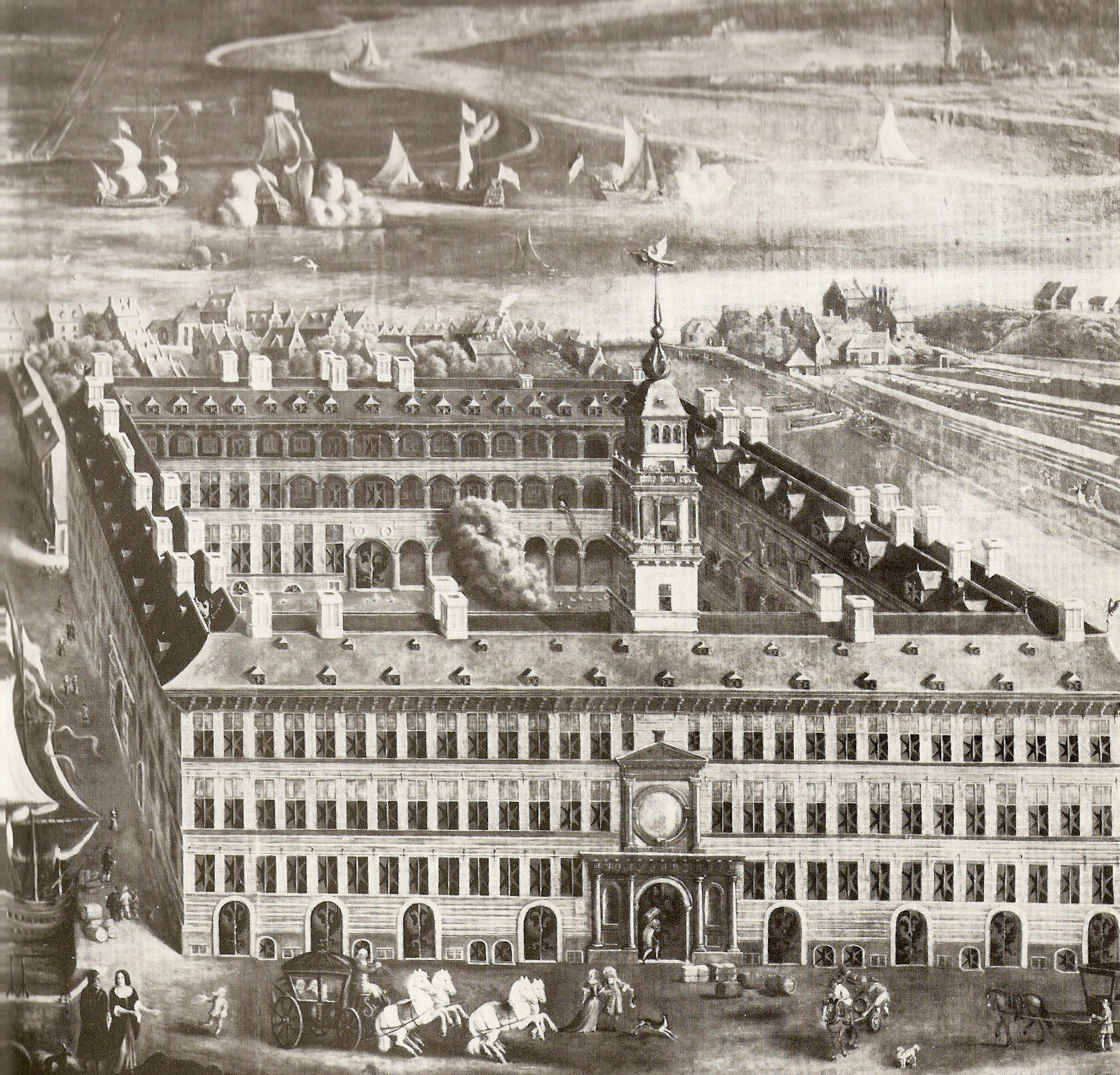
Kontorhaus der Hanse in Antwerpen

### Niedergang Brügges im 15. Jahrhundert
Nach längerer Zeit des Friedens, wenn auch nicht ohne Beschwerden der hanseatischen Kaufleute, spitzten sich die Verhältnisse nach dem Frieden von Arras (1435) wieder zu. Bereits 1425 hatte man wegen der Erfolglosigkeit einer diplomatischen Mission des Lübecker Bürgermeisters Jordan Pleskow einen erneuten Auszug des Kontors geplant, aber wegen der Auseinandersetzungen mit Dänemark davon Abstand genommen. Nun führte der „Hansenmord zu Sluis“ zur umgehenden Verlegung des Kontors nach Antwerpen, die einen vierten, bis 1438 andauernden Boykott nach sich zog. Im Hafen von Sluis am Zwin wurden am 3. Juni 1436 einige Hansen von der einheimischen Bevölkerung erschlagen. Am genannten Tage (Trinitatis) saßen einige Hansen beim Wein in einer Taverne in der Hafenstadt Sluis, also nicht in Brügge selbst. Ein Flame gesellte sich zu ihnen, wahrscheinlich ebenso wie die Hansen keiner der großen Kaufleute, sondern ein Schiffersknecht, und neckte sie. Daraus entspann sich ein Streit, der sich in den Gassen von Sluis immer weiter aufschaukelte. Schließlich setzte eine allgemeine Hatz auf alle Oosterlinge ein, in deren Gefolge zwischen 3 (so das Urteil des herzoglich burgundischen Hofrats zu Brüssel vom 15. August 1438 unter Kanzler Nicolas Rolin) und über hundert (so die größten Zahlen der hansischen und der Brügger Berichte) Hansen, vor allem Schiffer und Schiffsknechte, erschlagen wurden. Tiefere Ursache war ein explosives Gemisch von politisch-wirtschaftlichen Spannungen: Der Herzog von Burgund hatte im Frieden von Arras auf die Seite des französischen Königs gewechselt und begann mit großer Begeisterung der flämischen Städte die Belagerung des damals noch englischen Calais. Dagegen galten die Hansen als Freunde Englands. Außerdem herrschte Hungersnot in Flandern, und die hansischen Getreidelieferungen standen aus. Schließlich bestand offene Feindschaft zwischen Brügge, das um seine Bedeutung fürchtete, und der aufstrebenden Hafenstadt Sluis.
Bereits zwei Tage später ließ die Stadt Sluis drei Verurteilte enthaupten, was von den Städten nicht als Sühne akzeptiert wurde. Erste Boykottmaßnahmen richteten sich nur gegen Sluis und sparten Damme und Brügge aus. In den Wirren des Aufstandes der Stadt Brügge gegen den Herzog gestattete letzterer dem Kontor schließlich den Umzug nach Antwerpen. Der Auszug des Kontors wurde erst durch eine Schadensersatzzahlung von 8000 Pfund Groschen abgebrochen sowie auf das Versprechen der flämischen Seite hin, weitere Schuldige aufzuspüren und zu richten.
Mit der zunehmenden Versandung des Seezugangs Zwin im 15. Jahrhundert sank die Bedeutung der Stadt Brügge als Handelsplatz. Nun beschloss der Hansetag 1442 – wohl auch gegen die mit den Umlandfahrern im Ostseeraum aufkommende englische Konkurrenz –, dass nur in Brügge erworbene Tuche gehandelt werden durften. Aber bereits 1486 wurde die Zahl der Älterleute des Brügger Kontors reduziert, und 1520 wurde das Kontor nach entsprechenden Verhandlungen durch den Lübecker Bürgermeister Hermann Meyer an die sandfreie Schelde nach Antwerpen verlegt, wo Mitte des Jahrhunderts unter dem Syndikus Heinrich Sudermann durch den Architekten Cornelis Floris II. noch einmal ein großes Haus der Osterlinge errichtet wurde. Das hielt den Niedergang des Kontors in dieser unruhigen Zeit aber nicht auf.

## Struktur, Gebäude und Personal des Kontors zu Brügge
Im Gegensatz zu den anderen drei Kontoren der Hanse, dem Peterhof in Nowgorod, der Tyske Bryggen in Bergen und dem Stalhof in London wohnten und arbeiteten die Hansekaufleute in Brügge nicht von der ortsansässigen Bevölkerung Brügges isoliert in einem eigenen umfriedeten Bezirk, sondern in sozialem Kontakt mit den Bürgern der Stadt. Zwar hatte 1252 der Wunsch der deutschen Kaufleute nach Errichtung einer eigenen umfriedeten Siedlung Neudamme unweit Dammes am Zwin bestanden, diese exterritoriale Lösung war jedoch von Gräfin Margarete abgelehnt worden.
Brügge war zudem der einzige Kontorsitz, an dem auch der Grunderwerb oder die Pacht von Häusern in der Stadt für einzelne ausländische Kaufleute statthaft war. Daher hatte das Kontor in Brügge (im Gegensatz zu den drei anderen) zunächst kein eigenes Gebäude. Es nutzte für seine Versammlungen traditionell den Remter des Karmeliterklosters der Stadt. Dies wird auch damit erklärt, dass die große Anzahl der deutschen Kaufleute in der Stadt, die zeitweilig 1.000 überstieg, die Unterbringung in einem abgeschlossenen Komplex schlichtweg unmöglich machte. Allerdings waren auch die fremden Kaufleute der anderen Nationen zu Brügge, die Lombarden, Schotten, Genuesen und andere, nicht komplett in eigenen Gebäuden untergebracht. Dennoch besaßen sie alle ihre eigenen Häuser zur Unterbringung der Syndici, der Sekretäre, Kassen, Siegel und Verwaltungen. Die Kaufleute selbst wohnten in der Regel bei Brügger Wirten. Gut hundert dieser Wirte aus dem späten 14. und frühen 15. Jahrhundert konnten als Hosteliers und Geschäftspartner hansischer Kaufleute nachgewiesen werden.
Mit dem Haus der Osterlinge erwarb das Hansekontor erst im Jahr 1442 ein Gebäude in Brügge, dieses wurde im Jahr 1478 durch einen geräumigeren Neubau am Osterlingenplein ersetzt. Es blieb jedoch weiterhin bei den Versammlungen im Karmeliterkloster, dessen Kirche die Kirche der hansischen Kaufleute in Brügge war. Dort wurden 1474 auch die Urkunden des Friedensvertrages von Utrecht zwischen Hanse und England durch den Ältermann Johann Durkop getauscht. Das Oosterlingenhuis ist uns durch mehrere Zeichnungen der aufwendig gestalteten und ursprünglich mit einem markanten Turm geschmückten Fassade bekannt. Es ist heute nur noch in Teilen erhalten und dient als Geschäftshaus. Die heutige Gebäudefassade ist stark verändert, aber die vorhandenen Teile sind im Wesentlichen original. Bei Umbauarbeiten 1988 konnte nachgewiesen werden, dass auch Teile der inneren Gebäudestruktur noch aus der Erbauungszeit stammen.
Die Kontorordnung war zwar grundsätzlich der in allen anderen Kontoren ähnlich. Auch in Brügge wurde das Kontor durch gewählte Älterleute vertreten. Aber es bestand kein Anlass zu derart rigiden Regelungen, wie sie in Nowgorod für den Peterhof in der sog. Nowgoroder Schra niedergelegt wurden. Die schriftliche Fassung erfolgte, soweit überliefert, auch wesentlich später.
In Anbetracht der Bedeutung des Handelsplatzes Brügge für so gut wie alle Städte der Hanse trat in Brügge eine besondere Rivalität der Hansestädte um Einfluss auf die Leitung der Angelegenheiten des Kontors auf. Hieraus resultiert die vom Kontor Brügge ausgehende Gruppierung der Hansestädte zunächst in Drittel (am Brügger Kontor seit spätestens 1347 je zwei Älterleute für das wendisch-sächsische, das westfälisch-preußische und das gotländisch-livländische Drittel), später in Quartiere, in denen die Interessen bestimmter Städtegruppen „gebündelt“ wurden.
Eines hatten jedoch alle Kontore gemeinsam, das Grundproblem des auf ausbedungenen Privilegien beruhenden Handels der Hanse insgesamt: Die Privilegien mussten sowohl gegen den ortsansässigen Handel wie die sich entwickelnden internationalen Märkte verteidigt werden. In dieser Verteidigung erworbener Rechte waren die Kontore selbst nur die Speerspitze vor Ort und auf den Rückhalt und die Einigkeit bei der Unterstützung gemeinsamer Interessen, so die traditionelle Sichtweise, der in der Hanse selbst nur lose zusammengeschlossenen Hansestädte angewiesen.

## Hansekaufleute in Brügge
Die Ausbildung eines Hansekaufmannes bedingte in jungen Jahren Auslandsreisen und längere Auslandsaufenthalte in den Kontoren und Faktoreien der Hanse. Der mehrjährige Aufenthalt im größten Kontor Brügge bot Karrierechancen: wer hier zum Ältermann des Kontors gewählt wurde und sich als solcher bewährte, stieg auch später bei Rückkehr in seine Heimatstadt meist an deren Spitze als Ratsherr und Bürgermeister auf.
Als gutes Beispiel mag in diesem Zusammenhang der Lübecker Bürgermeister Hinrich Castorp gelten.
Das Leben und Wirtschaften der Hansekaufleute in Brügge wird deutlich anhand des fast vollständigen Briefwechsels des Hildebrand Veckinchusen (1370–1426) in der Edition von Wilhelm Stieda, einer der wichtigsten Quellen zur Beurteilung und Erforschung hansischer Wirtschaftsgeschichte des Spätmittelalters, gleichzeitig ein gut dokumentiertes Beispiel für das nahe Beieinanderliegen von Aufstieg und Fall eines Kaufmannsschicksals jener Zeit.
Siehe auch: Liste der Sekretäre des Hansekontors in Brügge

## Akten und Archiv des Kontors
Das Aktenarchiv des Brügger Kontors samt den Brügger Abschriften der Hanserezesse wurde 1594 von Antwerpen nach Köln als nächstgelegener Hansestadt verbracht und befand sich im Historischen Archiv der Stadt Köln, das 2009 in eine Baugrube stürzte. Für den aktuellen Zustand werden neue Belege gebraucht.